# Communauté de communes du Haut-Champsaur
Die Communauté de communes du Haut-Champsaur war ein französischer Gemeindeverband mit der Rechtsform einer Communauté de communes im Département Hautes-Alpes in der Region Provence-Alpes-Côte d’Azur. Sie wurde am 30. Dezember 1993 gegründet und umfasste vier Gemeinden. Der Verwaltungssitz befand sich im Ort Saint-Jean-Saint-Nicolas.

## Historische Entwicklung
Am 1. Januar 2017 wurde der Gemeindeverband mit der Communauté de communes du Champsaur und der Communauté de communes du Valgaudemar zur neuen Communauté de communes Champsaur-Valgaudemar zusammengeschlossen.

## Ehemalige Mitgliedsgemeinden
1. Champoléon
2. Orcières
3. Saint-Jean-Saint-Nicolas
4. Saint-Léger-les-Mélèzes